# Forca di Penne
Forca di Penne (918 m s.l.m.) è un valico dell'Appennino centrale che collega la valle del Tirino alle valli dell'Aterno-Pescara e del Tavo, situato lungo la strada statale 602 di Forca di Penne che congiunge Capestrano con Brittoli.

## Descrizione
Posto ad una quota di circa 918 m s.l.m., è uno dei principali passi del massiccio del Gran Sasso d'Italia e costituisce il collegamento tra la valle del Tirino e le valli del Tavo e dell'Aterno-Pescara nonché, più in generale, tra l'Abruzzo interno e la costa adriatica. È attraversato dalla strada statale 602 di Forca di Penne che congiunge Capestrano con Brittoli passando per Ofena; in alternativa, il valico è raggiungibile dalla valle del Tirino salendo dal lago di Capodacqua. Nei pressi di Forca di Penne era localizzata una torre di avvistamento di cui oggi rimangono alcuni resti.
Per la sua posizione orografica risulta facilmente accessibile da entrambi i versanti; detta caratteristica lo ha reso, sin dal VII secolo a.C., un passaggio fondamentale della transumanza essendo posto lungo il tratturo Magno. Per secoli Forca di Penne ha costituito inoltre la storica frontiera tra i vestini cismontani (ad ovest del valico) e transmontani (ad est del valico); oggi rappresenta il confine tra la provincia dell'Aquila e quella di Pescara. 
Immerso nel parco nazionale del Gran Sasso e Monti della Laga, il valico è anche un punto panoramico di particolare pregio e una zona ornitologica di grande interesse.